# Onthophagus stanleyi
Onthophagus stanleyi là một loài bọ cánh cứng trong họ Bọ hung (Scarabaeidae).